# 运用你的想象力
《运用你的想象力》，全称《运用你的想象力Vol.3》或《运用你的想象力·第三辑》，是中国摇滚乐队旺财乐队的首张音乐专辑。该专辑在2003年4月1日推出。
厂牌：SOROCK（我爱摇滚乐）
CD编号：CD-12 
卡带编号：CS-12 
风格：喜剧摇滚（应该是没有风格的风格） 
标题：一支简称W.C.的乐队的惊险搞笑之旅 
规格：增强型CD，内附“马老敦”Flash MV

## 曲目列表
1. 奶奶Say
2. 马老敦
3. 工程师
4. 乱码
5. BoomtreeMan
6. 杆儿中杆儿
7. 友善的狗
8. 随想
9. 和弦大叔
10. 上下五千年